# Chiesa di Santa Maria degli Agonizzanti
La chiesa di Santa Maria degli Agonizzanti è un luogo di culto cattolico ubicato in via Giovanni da Procida tra la via Roma e via Maqueda, nel centro storico della città di Palermo.

## Storia

### Epoca spagnola
Nel 1613 ebbe luogo la condanna a morte, a mezzo di forca, di un reo rispondente al nome di Francesco Anello di Caccamo, il quale morì maledicendo e bestemmiando. Scossi dall'accaduto, alcuni confrati della Compagnia di San Girolamo si riunirono per pregare l'anima degli agonizzanti. Sotto la guida di don Vincenzo Di Maria il 29 ottobre 1614 nove cittadini palermitani costituirono il pio sodalizio sotto la protezione della Vergine degli Agonizzanti.
I componenti si riunivano ogni mercoledì per i loro esercizi spirituali e facevano digiuno nei tre giorni precedenti alla morte di un reo, pertanto, proposero agli altri confrati della Compagnia di San Girolamo di creare una deputazione interna alla Compagnia stessa dedicandola alla Vergine degli Agonizzanti predisponendo uno statuto simile a quelli della Compagnia dei Negri di Sant'Orsola e della Compagnia dei Miseremini di San Matteo.
Tale proposta non venne accettata, anzi, la compagnia decise di cacciare quei confrati che facevano parte del sodalizio. Nel 1616 furono ospitati nell'Oratorio dei Notai dei religiosi Scalzi dell'Ordine di Sant'Agostino del vicino convento di San Nicolò da Tolentino, ma nel 1623, dopo alcuni diverbi tra i confrati ed i Padri Agostiniani, la compagine si trasferisce nella chiesa di San Vincenzo dei Confettieri dove il sacerdote Di Maria detta i Capitoli del sodalizio, principii confermati dal cardinale Giannettino Doria, anch'egli membro del sodalizio.
Fu affittato un fabbricato e sull'area occupata da un magazzino in disuso della strada denominata Ferraria della contrada Guzzetta, fu edificato il tempio inaugurato il 10 marzo 1630.

### Epoca borbonica
Tra il 1778 e il 1784 furono effettuati la riedificazione e il perfezionamento del tempio nelle forme attuali ad opera dell'architetto Antonio Interguglielmi.

### Epoca contemporanea
- 21 gennaio 2016, la struttura riapre dopo 20 anni di forzata chiusura.

## Facciata
La facciata è semplice e severa in pietra d'intaglio, secondo schemi compositivi tardo settecenteschi con corpo centrale aggettante e ripartito su due ordini delimitati da lesene con capitelli corinzi. Hanno funzione decorativa i timpani triangolari e curvilinei allineati in successione verticale dal portale, delimitato da fanali e sormontato da finestra - loggia, al coronamento, ciascuno inscrive nell'ordine un medaglione con le insegne mariane, un intreccio di cartigli. Un'austera inferriata delimita il varco d'accesso, al vertice del frontone una grande croce in ferro.
Controfacciata con cantoria decorata con festoni fitomorfi in stucco e organo del 1924.

## Interno

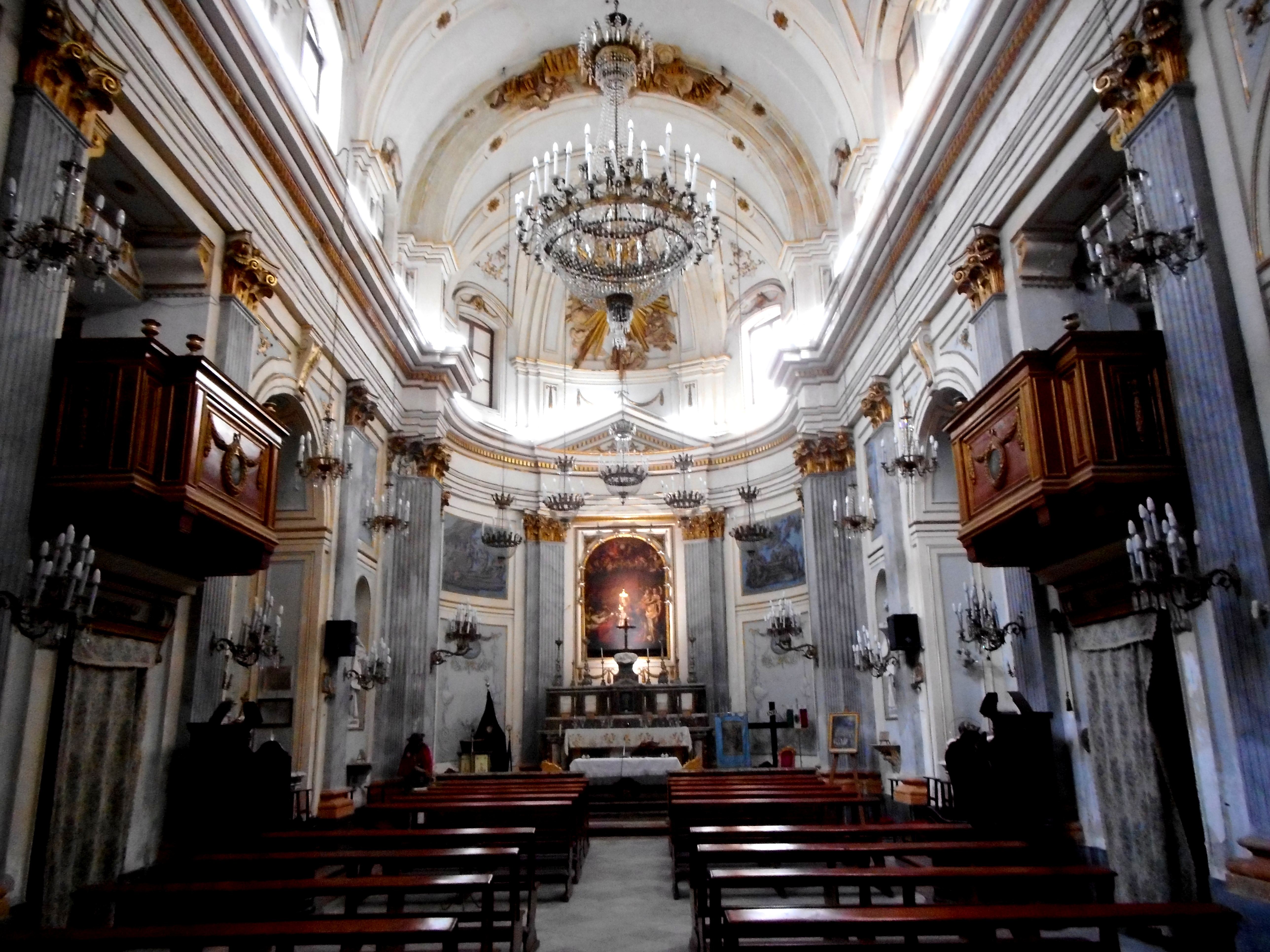
Interno della chiesa

Impianto a navata unica, vasta abside semicircolare, volta a botte con nervature e vele in corrispondenza delle finestre. Lineare cornicione dalla ricca modanatura. L'ambiente presenta cinque altari compreso quello maggiore ubicato nel cappellone.
Decorano il presbiterio affreschi monocromi raffiguranti storie della Vergine, opera di Elia Interguglielmi del 1782: Annunciazione, Visitazione a Santa Elisabetta, Circoncisione, Presentazione di Gesù al tempio, Pietà e Assunzione della Vergine al Cielo.
L'apparato decorativo in stucco realizzato da Gaspare Firriolo, allievo di Giacomo Serpotta, e genero di Procopio Serpotta, comprende statue in stucco raffiguranti i 4 Dottori della Chiesa del 1781, sormontati da affreschi in chiaro scuro: Sant'Ambrogio, San Gregorio Magno, Sant'Agostino d'Ippona, San Girolamo.

### Parete destra
- Sotto coro.
- Prima arcata: dipinto raffigurante Sant'Anna e Maria adolescente, opera di Elia Intergugliemi del 1782.[8][9]
  - Coppia di lesene scanalate con capitelli corinzi in stucco decorati in oro, varco sormontato da cantoria lignea.
- Seconda arcata: dipinto raffigurante Santa Rosalia alla Quisquina, opera di Elia Intergugliemi del 1782.[8][9]

### Parete sinistra
- Sotto coro.
- Prima arcata: dipinto raffigurante San Giuseppe, opera di Elia Intergugliemi del 1782.[8][9]
  - Coppia di lesene scanalate con capitelli corinzi in stucco decorati in oro, varco sormontato da cantoria lignea.
- Seconda arcata: Crocifisso ligneo di autore siciliano ignoto del XIX secolo con annesso reliquiario.[9]

### Altare maggiore
Di magnifica fattura è l'altare maggiore, in marmi policromi, in cui si inseriscono rilievi eseguiti da Ignazio Marabitti nel 1781, al di sopra di esso troneggia il quadro raffigurante la Madonna degli Agonizzanti del XVIII secolo di ignoto autore, opera restaurata dal pittore fiammingo Guglielmo Borremans. Il dipinto raffigura un condannato a morte assistito dai confrati che pregano affinché la sua anima venga accolta in cielo, in fondo il carcere della Vicaria e la chiesa di Santa Maria di Porto Salvo contestualizzano la narrazione e costituiscono documento delle tristi consuetudini del tempo. Chiude la prospettiva un timpano triangolare ricurvo sulla calotta absidale sormontato da raggiera. Gruppo in stucco collocato sull'arco absidale.

## Sacrestia
Un quadro raffigurante l'attività dei confratelli che si adoperavano per salvare l'anima dei giustiziati è trasferito al Museo Diocesano.

## Oratorio di Santa Maria degli Agonizzanti
Ambiente utilizzato dal sodalizio ubicato sopra la chiesa.

## Congregazione di Santa Maria degli Agonizzanti
I confrati della omonima compagnia che in essa ebbe sede, composta da titolati, nobili, ecclesiastici e 12 artigiani,
assolvevano al triste compito di assistere spiritualmente i condannati a morte con digiuni e preghiere nei tre giorni precedenti l'esecuzione.
Nel momento dell'esecuzione della pena capitale ai confrati e ai fedeli presenti era impartita la benedizione col Santissimo Sacramento.
La Congregazione si diffuse rapidamente in tutta la Sicilia raggiungendo persino Roma nella chiesa dei Fatebenefratelli.